# 比利亚萨拉
比利亚萨拉，是西班牙卡斯蒂利亚-莱昂莱昂省的一个市镇。 总面积45平方公里,2001年普查人口總數為45人，人口密度為每平方公里22人。